# Доњи Фодровец
Доњи Фодровец је насељено место у саставу општине Свети Петар Ореховец у Копривничко-крижевачкој жупанији, Хрватска. До територијалне реорганизације у Хрватској налазио се у саставу бивше велике општине Крижевци.

## Становништво
На попису становништва 2011. године, Доњи Фодровец је имао 175 становника.

## Попис1991.
На попису становништва 1991. године, насељено место Доњи Фодровец је имало 206 становника, следећег националног састава:
| Попис 1991.‍ | Попис 1991.‍ | Попис 1991.‍ | Попис 1991.‍ | Попис 1991.‍ |
| ----------- | ----------- | ----------- | ----------- | ----------- |
|             |             |             |             |             |
| Хрвати      | Хрвати      |             | 205         | 99,51%      |
| непознато   | непознато   |             | 1           | 0,48%       |
| укупно: 206 |             |             |             |             |